# Домаморицька сільська рада
Дома́морицька сільська́ ра́да — адміністративно-територіальна одиниця та орган місцевого самоврядування в Тернопільському районі Тернопільської області. Адміністративний центр — село Домаморич.

## Загальні відомості
Домаморицька сільська рада утворена в 1991 році.
- Територія ради: 18,38 км²
- Населення ради: 692 особи (станом на 2001 рік)
- Територією ради протікає річка Рудка

## Населені пункти
Сільській раді були підпорядковані населені пункти:
- с. Домаморич

## Населення
За переписом населення України 2001 року в сільській раді мешкали 692 особи.

### Мова
Розподіл населення за рідною мовою за даними перепису 2001 року:
| Мова       | Відсоток |
| ---------- | -------- |
| українська | 99,71 %  |
| російська  | 0,29 %   |

## Склад ради
Рада складалася з 16 депутатів та голови.
- Голова ради: Струк Володимир Михайлович
- Секретар ради: Стойко Лідія Петрівна

### Керівний склад попередніх скликань
| Прізвище, ім'я, по батькові | Основні відомості                                                                                 | Дата обрання | Дата звільнення |
| --------------------------- | ------------------------------------------------------------------------------------------------- | ------------ | --------------- |
| Струк Володимир Михайлович  | Сільський голова, 1970 року народження, член Української Народної Партії                          | 26.03.2006   | 31.10.2010      |
| Струк Володимир Михайлович  | Сільський голова, 1974 року народження, освіта незакінчена вища, член Української Народної Партії | 31.10.2010   |                 |

Примітка: таблиця складена за даними сайту Верховної Ради України

### Депутати
За результатами місцевих виборів 2010 року депутатами ради стали:

#### За суб'єктами висування
| Суб'єкт висування | Кількість обраних депутатів | %   |
| ----------------- | --------------------------- | --- |
| Самовисування     | 16                          | 100 |

#### За округами
| № округу | Прізвище, ім'я, по батькові      | Дата визнання обраним | Освіта             | Партійна приналежність | Відомості про обраного депутата                                 |
| -------- | -------------------------------- | --------------------- | ------------------ | ---------------------- | --------------------------------------------------------------- |
| 1        | Демборинська Руслана Степанівна  | 31.10.2010            | середня            | позапартійна           | тимчасово не працює                                             |
| 2        | Маєвська Олександра Теодорівна   | 31.10.2010            | середня            | позапартійна           | м. Тернопіль ЖЕК «Залізничник», двірник                         |
| 3        | Гнатів Олег Степанович           | 31.10.2010            | середня            | позапартійний          | тимчасово не працює                                             |
| 4        | Ониськів Мирослава Богданівна    | 31.10.2010            | вища               | позапартійна           | Домаморицький Дит-садок, завідувачка                            |
| 5        | Горішній Олександр Володимирович | 31.10.2010            | середня            | позапартійний          | тимчасово не працює                                             |
| 6        | Ониськів Степан Володимирович    | 31.10.2010            | середня            | позапартійний          | Домаморицька загальноосвітня школа І-ІІІ ст., оператор котельні |
| 7        | Яремко Наталя Степанівна         | 31.10.2010            | вища               | позапартійна           | Домаморицька сільська рада, землевпорядник                      |
| 8        | Стойко Лідія Петрівна            | 31.10.2010            | середня            | позапартійна           | Домаморицька сільська рада, секретар                            |
| 9        | Палига Оксана Петрівна           | 31.10.2010            | середня            | позапартійна           | ТОВ «Тернопіль -Екопак», техпрацівник                           |
| 10       | Різник Степан Михайлович         | 31.10.2010            | середня            | позапартійний          | Тернопільміськкомуненерго, оператор                             |
| 11       | Солонинка Наталія Володимирівна  | 31.10.2010            | вища               | позапартійна           | Домаморицька сільська рада, бухгалтер                           |
| 12       | Жайворонко Тетяна Володимирівна  | 31.10.2010            | середня спеціальна | позапартійна           | ПСК «Теко», Тернопільського РайСТ, продавець                    |
| 13       | Комар Олег Тарасович             | 31.10.2010            | середня            | позапартійний          | тимчасово не працює                                             |
| 14       | Сворінський Ігор Степанович      | 31.10.2010            | середня спеціальна | позапартійний          | приватний підприємець                                           |
| 15       | Ониськів Степан Михайлович       | 31.10.2010            | вища               | позапартійний          | Тернопільська обласна психоневрологічна лікарня, медбрат        |
| 16       | Демборинський Богдан Степанович  | 31.10.2010            | середня            | позапартійний          | тимчасово не працює                                             |